# The Daughter
Pour plus de détails, voir Fiche technique et Distribution.
The Daughter (Angelica) est un film d'horreur américain écrit et réalisé par Mitchell Lichtenstein, sorti en 2015.

## Synopsis
À l'époque victorienne, un jeune couple, Constance et Joseph Barton, vivent dans une immense demeure au cœur de Londres. À l’origine complices et fusionnels, leurs relations, notamment sexuelles, se sont ternies depuis l’arrivée de leur fille Angelica, née dans des circonstances traumatisantes. Depuis, suivant le conseil de son médecin, elle pratique l'abstinence sexuelle pour ne plus souffrir. Au détriment de son époux, Constance s'est mise à surprotéger leur enfant, s'éloignant progressivement de Joseph. Un matin, la petite fille fait une confidence inquiétante à ses parents : chaque nuit, une mystérieuse présence prédatrice vient lui rendre visite dans sa chambre. Si son père ne prête guère attention aux dires de sa fille, Constance, troublée, tente d’en savoir plus. Terrorisée qu’il puisse arriver malheur à son enfant, elle se met en tête de sonder les recoins obscurs de la maison afin de percer à jour la terrifiante menace. D'autant plus qu'elle commence elle aussi à voir ce spectre comme sa fille, une forme humaine qui laisse un ectoplasme ressemblant à du sperme sur son passage... Une manifestation surnaturelle qui intensifie ses peurs sexuelles et son anxiété liée à son enfant...

## Fiche technique
- Titre original : Angelica
- Titre français : The Daughter
- Réalisation et scénario : Mitchell Lichtenstein, d'après le roman Angelica d'Arthur Phillips
- Montage : Andrew Hafitz et Lee Percy
- Musique : Zbigniew Preisner
- Photographie : Dick Pope
- Production : Mitchell Lichtenstein et Joyce M. Pierpoline
- Société de production : Pierpoline Films
- Pays d'origine :  États-Unis
- Langue originale : anglais
- Format : couleur
- Genre : horreur
- Durée : 95 minutes
- Dates de sortie : 
  -  Allemagne : 7 février 2015 (Berlinale 2015)
  -  États-Unis : 17 novembre 2017
  -  France : 28 mars 2019 (DVD)

## Distribution
- Jena Malone : Constance Barton
- Janet McTeer : Anne Montague
- Ed Stoppard : Dr Joseph Barton
- Emma Caraman : Angelica
- Tovah Feldshuh : Nora
- Glynnis O'Connor : Constance âgée
- Charles Keating : Dr Miles
- Henry Stram : Dr Willette
- Daniel Gerroll : Dr Pinfield-Smith
- James Norton : Harry